# Dzongkha jezik
Dzongkha jezik (ISO 639-3: dzo; bhotia of bhutan, bhotia of dukpa, bhutanese, drukha, drukke, dukpa, jonkha, rdzongkha, zongkhar), sinotibetski jezik koji se govori poglavito u butanskim distriktima (dzongkhag) Haa, Paro i Punakha, 160 000 (2006), te nešto u Indiji, 11 000 (2007) u državama Zapadni Bengal (Kalimpong, Darjeeling), Sikkim, Assam, Arunachal Pradesh, Nagaland, Manipur i Meghalaya, i svega oko 300 u Nepalu (2007; nešto u Katmandu).
Klasificira se južnotibetanskoj skupini. Dijalekti su mu wang-the (thimphu-punakha), ha, sjeverni thimphu. Službeni jezik u Butanu.

## Vanjske poveznice
- Ethnologue (14th)
- Ethnologue (15th)